# ベルナーディネッリ・バーンスティーン彗星
ベルナーディネッリ・バーンスティーン彗星（正式名称: C/2014 UN271 (Bernardinelli-Bernstein)）は天文学者のペドロ・ベルナーディネッリ (Pedro Bernardinelli) と ギャリー・バーンスティン (Gary Bernstein) が2021年にダークエネルギーサーベイ計画で撮影されたアーカイブ画像から発見を報告した、オールトの雲から飛来してきたと考えられている長周期彗星である。BBという愛称も用いられる。2014年10月に初めて観測されたとき、それまでに発見されていた彗星の中では最も太陽から遠い、海王星軌道にほぼ匹敵する約 29 au（約 43億 km）離れたところに位置していた。核の直径は最低でも約 120 km はあるとされ、オールトの雲から飛来してきたと考えられる既知の長周期彗星の中では最大であると推定されている。現在は太陽に向かって接近しており、2031年1月に太陽から約 10.9 au（土星軌道のやや外側）離れた近日点に到達する。内太陽系にまで飛来しないため、最接近時でも肉眼では観測できないとされている。

## 観測の歴史

### 発見

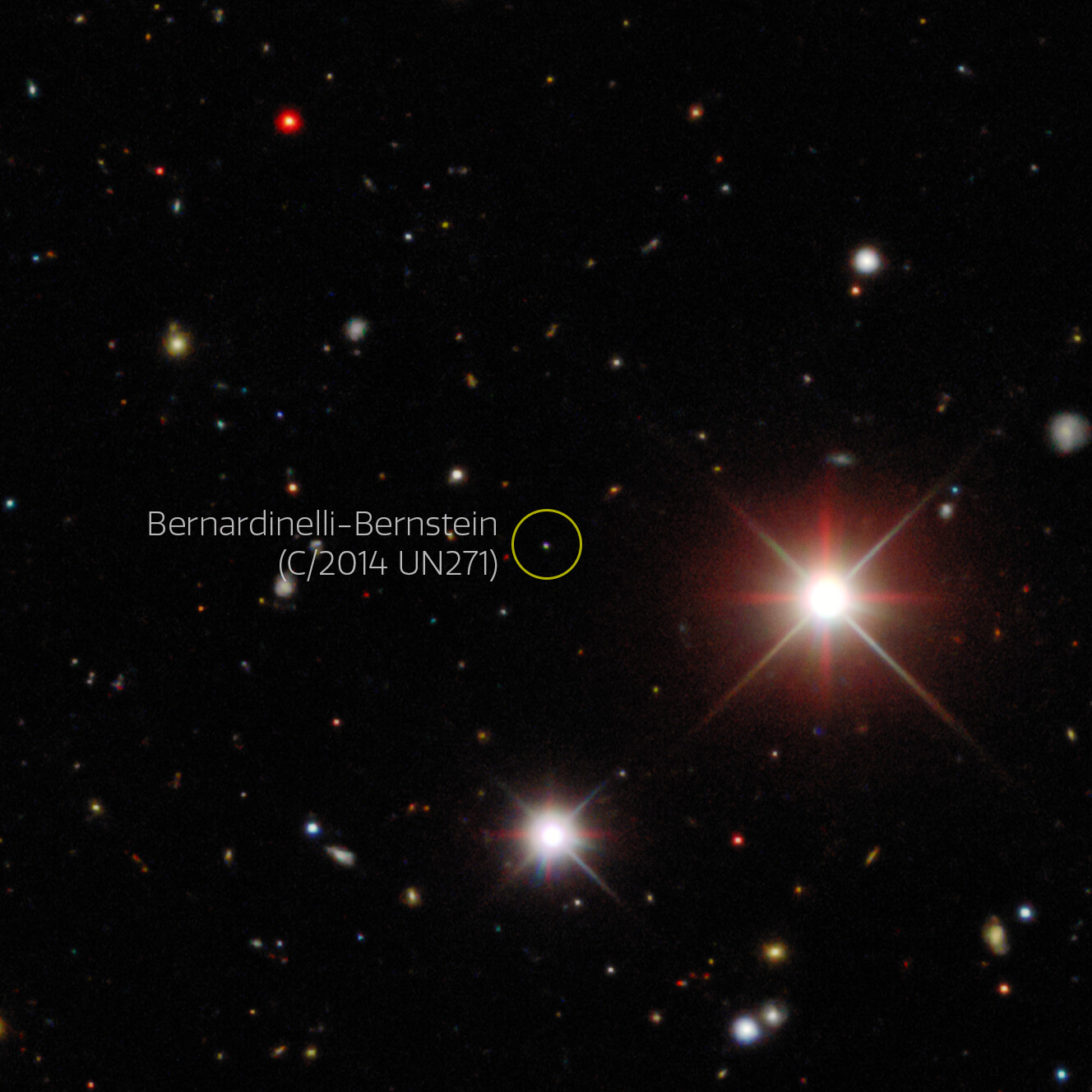
2017年10月にダークエネルギーサーベイが撮影したベルナーディネッリ・バーンスティーン彗星の画像

ベルナーディネッリ・バーンスティーン彗星は、ブラジル人の天文学者であるペドロ・ベルナーディネッリ (Pedro Bernardinelli) と ギャリー・バーンスティン (Gary Bernstein) がチリのセロ・トロロ汎米天文台の4.0メートル反射望遠鏡 ビクター・M・ブランコ望遠鏡の主焦点に取り付けられたダークエネルギーサーベイ (DES) 計画のための観測装置 DECam で撮影されたアーカイブ画像から発見した。この天体は、ダークエネルギーサーベイが2014年10月10日から2018年11月26日までの期間に撮影した42枚の画像から、22等級の天体として検出された。ダークエネルギーサーベイが撮影していた画像による長い観測弧（Observation arc）によって、この天体が太陽へと接近している非常に放物線に近い軌道をしていることが明らかになった。これは、画像に映るこの天体が小惑星のような点状に見えるにもかかわらず、オールトの雲を起源としていることを意味している。ダークエネルギーサーベイによって初めて画像化された際、この天体は南天の星座であるちょうこくしつ座の方向にあり、太陽からは海王星軌道（30.2 au）とほぼ同等の 29.0 au 離れたところに位置していた。これほど離れているにも関わらず比較的明るく見えることは、その核の直径が約 100 km はあることを示している。これはオールトの雲を起源とする彗星の中では非常に大きいサイズである。
この発見は2021年6月19日に小惑星センター (MPC) によって発表され、2014 UN271 という小惑星での仮符号における名称が指定された。この天体は世界中の天文学者から大きな注目を集めることになった。その後に行われた追跡観測により、小惑星センターによる発表から数日以内に、2014年10月10日以前に撮影された画像からの検出が何例か報告された。2014 UN271の最も古い観測記録は、パラナル天文台のVISTA望遠鏡によって2010年11月15日に撮影された画像で、このとき2014 UN271は太陽から約 34.1 au（約 51億 km）離れていた。

### 彗星活動
2014 UN271の彗星活動は、南アフリカのサザランド (Sutherland) にあるラスクンブレス天文台の望遠鏡で観測を行った Tim Lister と、ナミビアにある SkyGems Remote Telescope で観測を行った Luca Buzzi によって初めて報告された。2014 UN271は彼らの観測で予測されていた明るさより1等級明るく見え、幅が最大で15秒角に達して見えるわずかに非対称なコマを持つことが判明した。このとき彗星は、太陽から約 20.2 au（約 30億 km）離れていた。彗星活動の検出は小惑星センターによって確認され、2021年6月24日にこの彗星を正式に C/2014 UN271 (Bernardinelli-Bernstein) と命名した。
アメリカ航空宇宙局 (NASA) のTESS のアーカイブ画像分析から、ベルナーディネッリ・バーンスティーン彗星は太陽から約 23.8 au（約 36億 km）離れていた2018年9月の時点で少なくとも43秒角に及ぶ広大な拡散状のコマを持っていたことが分かっている。2018年から2020年までのTESSによる観測期間の間に、彗星の明るさは1.5等級明るくなっており、これは自発的なアウトバーストではなく、継続的な彗星活動による結果である可能性がある。
また、他の望遠鏡データセットによる再調査でも2017年（太陽から約 25.1 au）からのダークエネルギーサーベイによる画像と2019年（太陽から約 22.6 au）からのPan-STARRS 1望遠鏡による画像から、明確で非対称なコマの存在が確認された。ベルナーディネッリ・バーンスティーン彗星のコマの明るさは2017年以降、指数関数的に明るくなっているが、彗星の全体的な明るさは2014年から2018年まで安定しており、太陽から約 29.0 au 離れた地点で発見される前に活動が始まっていた可能性が示されている。これほど日心距離 (Heliocentric distances) が大きいにも関わらず彗星活動が観測される例は稀で、日心距離が 20 au を超えた地点で彗星活動が観測されていたのはヘール・ボップ彗星（約 27.2 au）、ボアッティーニ彗星 (C/2010 U3)（約 25.8 au）、パンスターズ彗星 (C/2017 K2)（約 24.0 au）の3例のみである。2022年時点で、ベルナーディネッリ・バーンスティーン彗星は太陽系内で最も太陽から遠い距離で彗星活動が確認された記録を持つ彗星である。
2022年1月には、ハッブル宇宙望遠鏡による観測が行われている。

#### 2021年のアウトバースト
2021年9月9日、ベルナーディネッリ・バーンスティーン彗星で明らかなアウトバースト（天体の突発的な増光）がラスクンブレス天文台による観測で検出されたと同年9月14日に報告された。その日の初めに撮影された画像と比較すると0.65等級明るくなっており、見かけの明るさは18.9等級に達した。このとき、彗星は太陽から約 19.9 au（約 30億 km）離れていた。その後、同年12月までに彗星の明るさは19等星まで暗くなった。

### 掩蔽
軌道と天体暦の綿密な計算により、2021年から2025年までベルナーディネッリ・バーンスティーン彗星による潜在的な掩蔽現象はほとんど発生しないことが分かっている。彗星が背後の恒星の手前を通過して掩蔽を起こしている間は、その恒星からの光を一時的に遮られる。このような掩蔽現象を観測することで、彗星の大きさと位置を正確に求めることができ、周囲に存在する可能性がある塵や衛星を捜索する機会を得ることができる。ベルナーディネッリ・バーンスティーン彗星の掩蔽現象の1つを観測する最初の試みが2021年9月19日にオーストラリアとニュージーランドから行われたが、悪天候のために失敗に終わった。

## 可視性

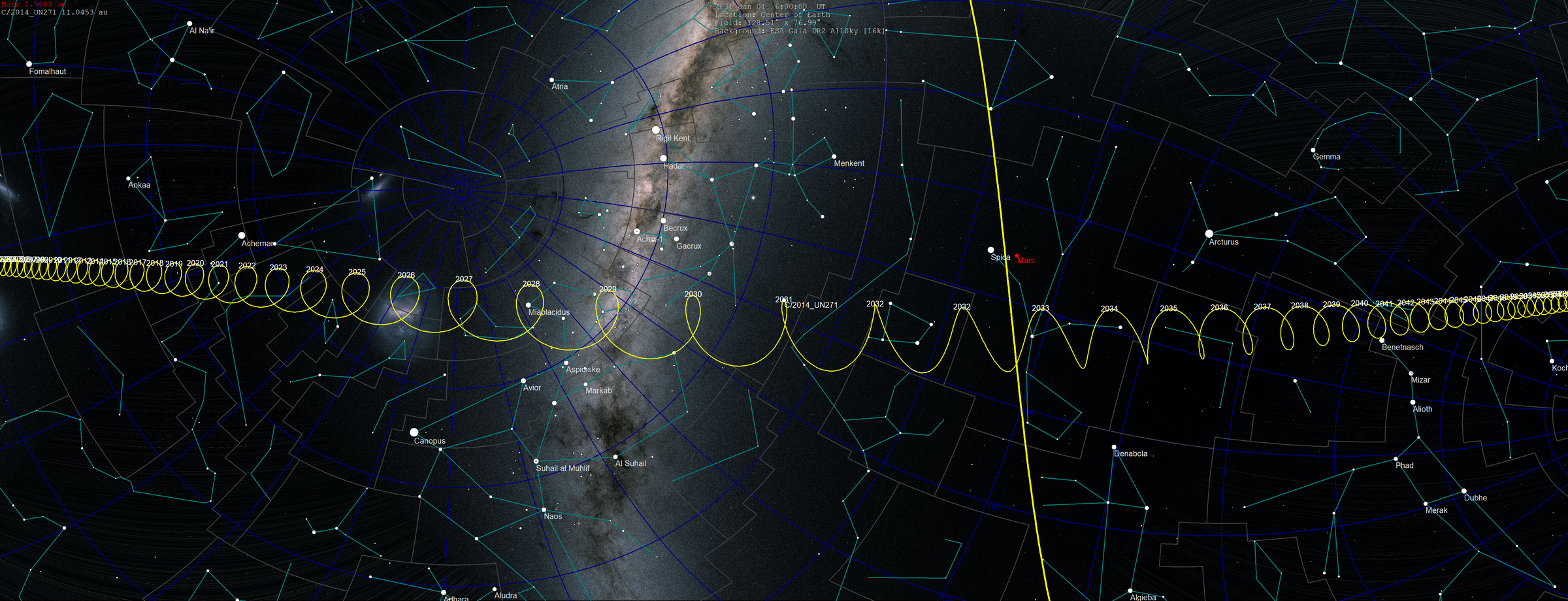
地球から見たベルナーディネッリ・バーンスティーン彗星の天球上での軌跡。現在は南天の空を移動して見えるが、2032年に天の赤道（黄線）を横断する。天球上で螺旋状に移動しているように見える動きは、太陽の周りを公転している地球の運動によって引き起こされている。

現在、ベルナーディネッリ・バーンスティーン彗星は天の赤道よりも南側の赤経 -47 度に位置しており、南半球からよく観測できる。この彗星の活動の変遷は、2023年から稼働を始める予定のチリのNSFヴェラ・C・ルービン天文台によって監視されることになっている。近日点に到達しても彗星の活動が著しく活発になる内太陽系に入ってこないため、冥王星（13 - 16等級）よりも明るく見えることはないと予想され、その衛星であるカロン（16.8等級）程度の明るさになる可能性が高いとされている。冥王星程度の明るさに達したとしても、視覚的に観測するには口径 200 mm の望遠鏡が必要となる。

## 核の特性

### 大きさ

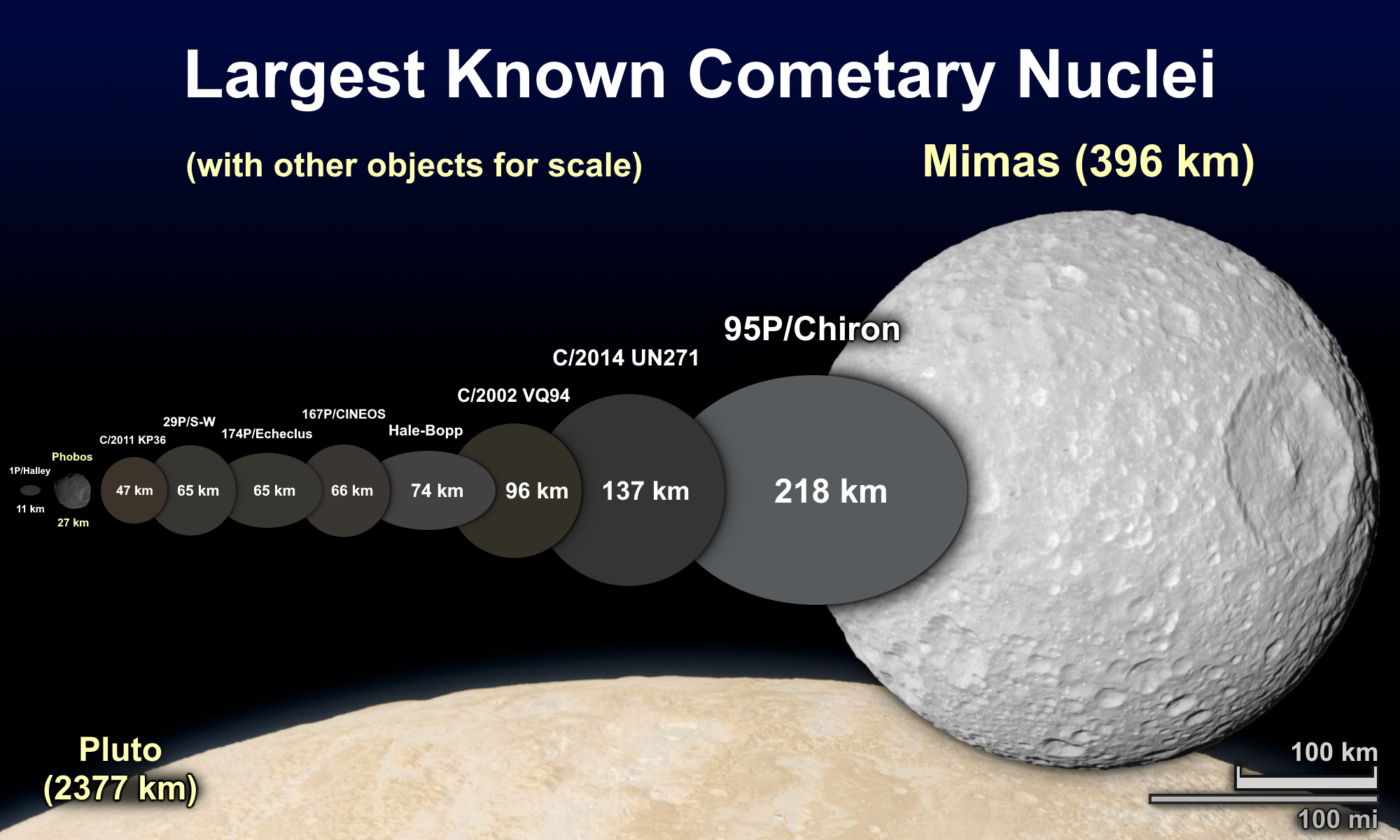
準惑星の冥王星と衛星のミマス、フォボスを含めた最も大きいクラスの既知の彗星核の大きさと色を比較した画像。ベルナーディネッリ・バーンスティーン彗星の核はキロン彗星 (95P)の核に次いで2番目に大きい既知の彗星核である。

2021年にアタカマ大型ミリ波サブミリ波干渉計 (ALMA) によって行われたマイクロ波熱放射測定から、ベルナーディネッリ・バーンスティーン彗星のコマからの熱放射を無視できると仮定したときの核の直径が 137 ± 17 km であると推定された。この仮定はベルナーディネッリ・バーンスティーン彗星のコマの熱物理モデルからの理論的結果と一致しており、ALMAによる観測で核の周りに過剰な熱放射を検出されなかったことによって正当化されている。観測で得られた直径から、ベルナーディネッリ・バーンスティーン彗星はこれまで発見されてきたオールトの雲を起源とする彗星の中では最も核が大きいことが明らかになった。オールトの雲を起源とするほとんどの長周期彗星の核の典型的な直径は 1 - 20 km の範囲内とされている。ベルナーディネッリ・バーンスティーン彗星を除いて特に核が大きい既知の長周期彗星および非周期彗星としては、1729年の大彗星（100 km）やLINEAR彗星 (C/2002 VQ94)（96 km）、ヘール・ボップ彗星（74 km）がある。ベルナーディネッリ・バーンスティーン彗星よりも核が大きい唯一の彗星は、彗星活動も起こしているケンタウルス族天体として知られるキロン彗星 (95P)で、その核の直径は 215 km と推定されている。
その大きさから、ベルナーディネッリ・バーンスティーン彗星はメディアでは「メガコメット (Mega-comet）」と呼ばれており、中には準惑星に分類される可能性もあると主張しているものもある。しかし、核の大きさが自身の重力によって形状が球形になる静水圧平衡の状態になることができる直径の下限である 400 - 1,000 km を大きく下回っているため、実際に準惑星に分類することはできない。さらに、ベルナーディネッリ・バーンスティーン彗星までの大きさを持つ彗星核（および一般的な太陽系外縁天体）は通常、密度が 1 g/cm3未満と低く、固体で分化した内部構造を持つ準惑星とは対照的に非常に多孔的な内部構造になっていることを示している。

### アルベドと色

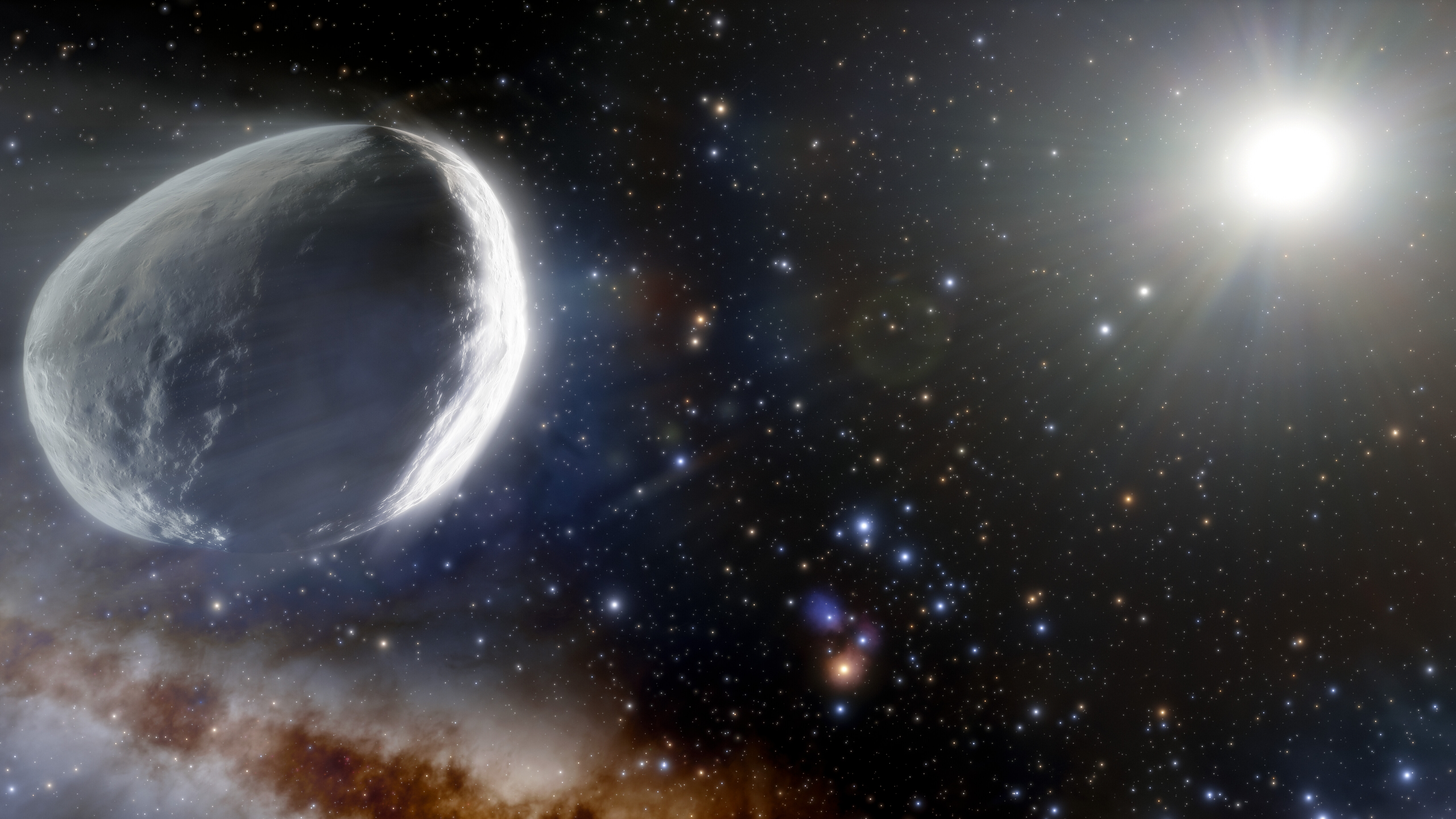
ベルナーディネッリ・バーンスティーン彗星の想像図

コマを考慮しない場合、ベルナーディネッリ・バーンスティーン彗星の核の視覚的（Vバンド）絶対等級は 8.21 ± 0.05 等級となる。直径と絶対等級から得られる視覚的幾何アルベドは 4.9 ± 1.1% と低く、非常に暗い色の表面を持っていることが分かる。これは短周期彗星・長周期彗星を問わず小さい彗星核にみられる特徴である。この類似性は、太陽系の一般的な彗星においてアルベド、核の大きさ、および軌道分類の間に相関関係がないことを示唆している。ベルナーディネッリ・バーンスティーン彗星や他の彗星の核に見られる低いアルベドは、一般的にその表面に有機化合物が存在していることに関連している。太陽へ接近している間のベルナーディネッリ・バーンスティーン彗星の光学観測では核は長い波長域でより光を反射しているように見え、表面のスペクトル傾斜は少なくとも 5%/100 nm であり、平均スペクトル傾斜が 10%/100 nm である長周期彗星に典型的にみられる赤色のスペクトル特性を示していることがわかった。核のアルベドと色は彗星活動により、特に温度が下がる近日点通過後、時間の経過とともに変化すると予想されている。ベルナーディネッリ・バーンスティーン彗星の核は、近日点通過後のヘール・ボップ彗星の核で観測されたような堆積した氷の噴出物を自身の重力で再びその表面に留まらせるのに十分な大きさを持っている。

### 自転
自転に起因する明確な核の明るさの変化が見られないため、ベルナーディネッリ・バーンスティーン彗星の核の自転周期は分かっていない。2018年と2020年のTESSによる継続的な観測では、ベルナーディネッリ・バーンスティーン彗星の光度曲線に周期的な変化の兆候は見られず、核の明るさの変動幅の上限は 0.3 等級としている。地上の望遠鏡による2018年以前のデータセットの分析では、核の絶対等級に 0.2 等級の見かけの変動がみられるが、データがまばらであるため周期性は特定されていない。小規模なアウトバーストの発生などもこの絶対等級の変動に寄与する可能性があり、この変動が自転以外の要因に起因している可能性は未だ除外されていない。これは核の自転による本来の明るさの変動が 0.2 等級よりも小さい可能性があることを意味している。仮にこの明るさの変動が完全に核の自転によって引き起こされているのであれば、核はほぼ球形になっているか、ほぼ地球に対して自転軸を向けながら自転している必要がある。

## 彗星としての特性
太陽から 20 - 25 au 離れたところで観られたベルナーディネッリ・バーンスティーン彗星のコマの指数関数的な明るさは、核の表面から二酸化炭素（CO2）またはアンモニア（NH3）の氷を昇華させることによって発生されると考えると辻褄が合うとされている。以前の近日点通過で揮発性物質が大部分が枯渇した可能性が高いと考えられるため、ごくわずかな量でしか存在していない可能性があるが、一酸化炭素（CO）などの他の揮発性の高い物質も太陽から遠く離れたベルナーディネッリ・バーンスティーン彗星の彗星活動にさらに寄与していると予想されている。2020年11月に行われたNEOWISEによる観測では、太陽から 20.9 au 離れていたベルナーディネッリ・バーンスティーン彗星からの一酸化炭素ガスの放出は検出されず、一酸化炭素の生成率の上限は同じ日心距離にあるヘール・ボップ彗星のほぼ10倍とされた。

## 軌道と起源

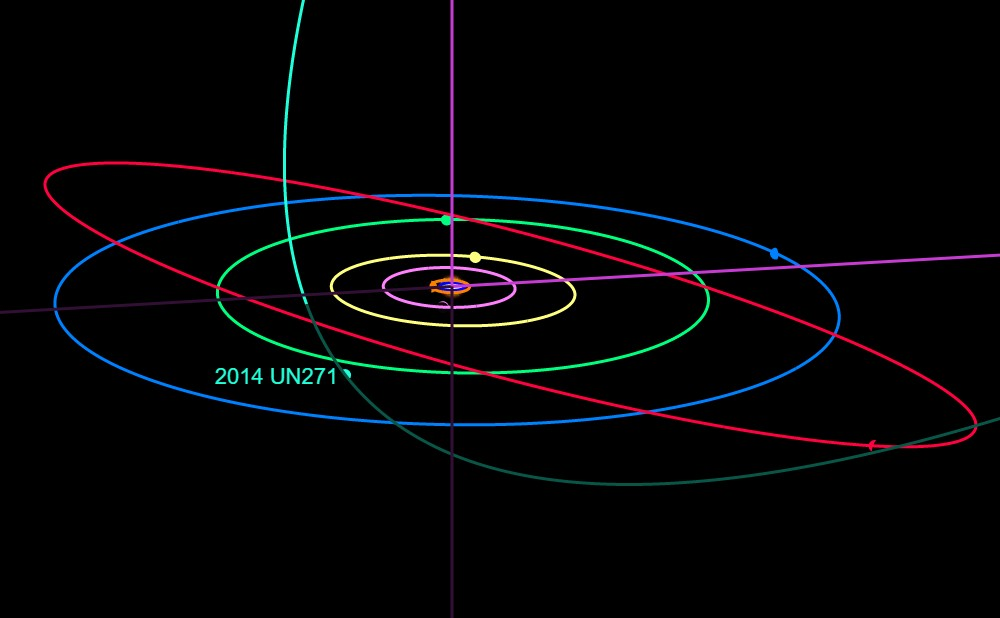
惑星の軌道を縦に横切る薄青緑の線がの公転軌道を示している。

ベルナーディネッリ・バーンスティーン彗星はオールトの雲から飛来し、2014年3月から海王星軌道（29.9 au）よりも内側に存在しており、2022年9月には天王星軌道（18.3 au）を通過する。近日点通過時刻については2021年6月以降、詳しく求められている。現在の太陽からの距離の3σ不確実性は ± 60,000 km である。
オールトの雲を起源とする彗星の、太陽系の惑星が領域からまだ十分に離れている「インバウンド (Inbound) 」のときの軌道と、惑星のある領域からすでに十分に離脱した「アウトバウンド (Outbound) 」のときの軌道は、惑星との摂動の結果により同じになることはない。オールトの雲から飛来した彗星の場合、惑星のある領域の内側にあるときに定義された軌道は、誤解を招く結果を生み出す可能性がある。したがって、惑星がある領域に進入する前と離脱した後のインバウンド時・アウトバウンド時の軌道を計算する必要がある。数十回の観測による数年分の観測弧 (Observation arc) により、ベルナーディネッリ・バーンスティーン彗星の軌道は正確に知られている。JPL Horizons On-Line Ephemeris Systemによると、1600年時点の軌道での太陽からの軌道長半径は約 20,000 au（約 0.3 光年）であった。これは、約140万年前にベルナーディネッリ・バーンスティーン彗星が太陽から約 39,000 au（約 0.6 光年）離れた、軌道上において最も太陽から遠くなる地点、つまり遠日点に位置していたことを示している。2031年1月23日頃に土星の遠日点（約 10.1 au）のすぐ外側にある、太陽から約 10.95 au（約 16億 km）離れた近日点を通過するとみられる。同年4月5日頃には地球に最接近し、約 10.1 au（約 15億 km）まで近づく。近日点を通過した後の2033年8月8日には、太陽から約 12.0 au 離れたところで黄道面を通過する。惑星がある領域から完全に離脱したアウトバウンド時の軌道では、公転周期は約450万年、太陽からの遠日点距離は約 54,000 au（約 0.9 光年）となる。ベルナーディネッリ・バーンスティーン彗星と太陽の間における重力的束縛は非常に緩いので、オールトの雲に居る間は銀河潮汐による摂動の影響を受ける。
ベルナーディネッリ・バーンスティーン彗星のような大型な長周期彗星は「フェージング（英語: Fading）」と呼ばれる現象により、滅多に発見されない。太陽の重力に束縛されることで周囲の軌道上を公転している彗星は、近日点通過時の彗星活動により質量と揮発性成分を定期的に失い、その結果として、時間が経過するにつれて大きさ、明るさが徐々に小さくなり、活動も弱くなる。これはベルナーディネッリ・バーンスティーン彗星は動的に新しい彗星であることを示す証拠である。
| 彗星                                                    | 遠日点距離 (au)             | 遠日点距離 (au)               |
| 彗星                                                    | インバウンド （元期1600年） | アウトバウンド （元期2500年） |
| ------------------------------------------------------- | --------------------------- | ----------------------------- |
| ボーエル彗星 (C/1980 E1)                                | 74,000                      | 非周期                        |
| カタリナ彗星 (C/1999 F1)                                | 55,000                      | 66,000                        |
| グリソン彗星 (C/2003 A2)                                | 47,000                      | 15,000                        |
| マックノート彗星 (C/2006 P1)                            | 67,000                      | 4,100                         |
| ボアッティーニ彗星 (C/2010 U3)                          | 34,000                      | 9,900                         |
| パンスターズ彗星 (C/2011 L4)                            | 68,000                      | 4,500                         |
| アイソン彗星 (C/2012 P1)                                | 非周期                      | 非周期                        |
| サイディング・スプリング彗星 (C/2013 A1)                | 52,000                      | 13,000                        |
| カタリナ彗星 (C/2013 US10)                              | 38,000                      | 非周期                        |
| ベルナーディネッリ・バーンスティーン彗星 (C/2014 UN271) | 39,000                      | 54,000                        |
| パンスターズ彗星 (C/2017 K2)                            | 46,000                      | 1,800                         |
| パンスターズ彗星 (C/2017 T2)                            | 74,000                      | 2,900                         |

## 探査
2022年時点でベルナーディネッリ・バーンスティーン彗星への探査ミッションの提案はなく、今後目標をこの彗星に変更できる探査ミッションも存在していない。2029年に欧州宇宙機関 (ESA) によって打ち上げられ、地球の軌道よりも内側で長周期彗星へのフライバイを行う予定のコメット・インターセプターでも、近日点距離があまりに離れているため、ベルナーディネッリ・バーンスティーン彗星に到達して探査を行うことはできない。
ベルナーディネッリ・バーンスティーン彗星へ直接向かう低エネルギー軌道を描く将来のフライバイミッションでは、2022年から2029年までの毎年9月から10月の間に、最大のデルタVが 20 km/s になる打上げウィンドウを持つことできると計算されている。全てのシナリオにおいて、彗星が太陽から約 12.0 au 離れたところで黄道面を横切る2033年8月までに宇宙探査機を 12 - 14 km/s の相対速度でベルナーディネッリ・バーンスティーン彗星に到達させることができるとされている。あるいは、木星からの単一重力アシストを使用したベルナーディネッリ・バーンスティーン彗星へのフライバイ軌道を描く場合、2020年から2027年、および2034年から2037年に宇宙探査機の打ち上げが実行できるようになる。後者のウィンドウ内での打ち上げでは、地球と1：1の共鳴状態にある軌道を経て、木星へ向かうための地球フライバイを行う。これにより、地球打ち上げ時の特性エネルギー (Characteristic energy) が大幅に減少し、黄道上に探査機を到達させることができるようになる。連続的な重力アシストと内太陽系の惑星からの軌道共鳴を利用したフライバイ軌道で到達することも可能だが、到達に最も適しているのは2028年までに打ち上げ、2033年後半に到着という日程である。
黄道面に対してほぼ垂直な軌道を持っているため、黄道面付近から直接的にランデブー軌道を描くことは不可能だが、ベルナーディネッリ・バーンスティーン彗星へのランデブー軌道が考慮されたことがある。それでもベルナーディネッリ・バーンスティーン彗星とのランデブーは、彗星が黄道面を通過した後に木星からの重力アシストを行えば実行することができる。この場合の最適な打ち上げ日は2030年から2034年で、飛行期間は14 - 15年前後に及ぶ。